# 玻利維亞航空
玻利維亞航空（西班牙語：Boliviana de Aviación）是玻利維亞的國家航空公司，總部設在該國的科恰班巴，於2007年10月成立，以維魯維魯國際機場作為樞紐。

## 航點
| 旗幟 | 城市           | 國家     | 機場名稱                           | 備註     |
|      | 布宜諾斯艾利斯 | 阿根廷   | 埃塞萨皮斯塔里尼部长国际机场       |          |
|      | 拉巴斯         | 玻利維亞 | 埃爾阿爾托國際機場                 |          |
|      | 圣克鲁斯       | 玻利維亞 | 維魯維魯國際機場                   | 樞紐機場 |
|      | 马德里         | 西班牙   | 阿道弗·苏亚雷斯马德里-巴拉哈斯机场 |          |

## 外部連結
- 官方網站 （页面存档备份，存于）（西班牙文）